# Palácio Unzué

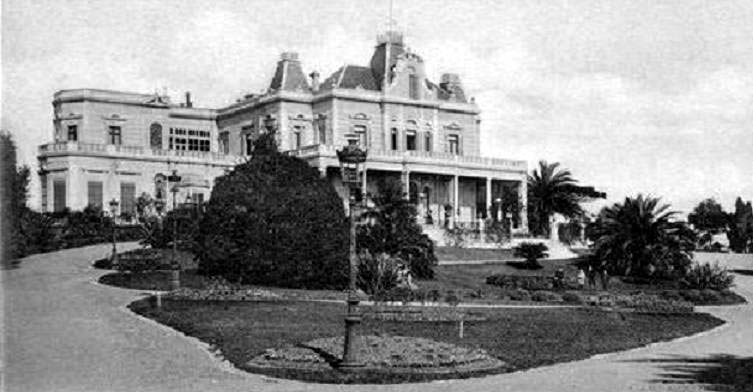
Vista do Palácio Unzué no inicio do século XX.

O Palácio Unzué era uma suntuosa construção afrancesada dos fins do século XIX, antiga residência de verão de uma milionária família em Buenos Aires, cujo patriarca foi o pecuarista (ganadero) Mariano Unzué.

## História
Foi expropriado pela Câmara dos Deputados em 1937 para se tornar a residência oficial do presidente da República.
O Palácio Unzué, também conhecido como Quinta Unzué, foi assim residência presidencial da República Argentina durante a presidência de Juan Domingo Perón (1946-1955), e tornou-se um lugar de peregrinação e culto após a morte de Eva Perón, que faleceu nos aposentos deste palácio, em 1952. O grau de simbolismo que o edifício tomou foi tal que, após o golpe militar que derrubou Perón em 1955, os ditadores que tomaram o poder ordenaram sua total demolição, para apagar todos os vestígios de seus últimos ocupantes.
A residência ocupava uma vasta área em Buenos Aires de quase três quarteirões da superfície com jardins arborizados, entre a Avenida del Libertador, Austria, Agüero e Avenida Las Heras. Em seu terreno foi construído o prédio da atual Biblioteca Nacional da Argentina entre 1962 e 1992.
A destruição do Palácio Unzué é uma nódoa na história da Argentina.
Uma edificação vizinha ao Palácio que escapou da destruição foi preservada e transformou-se, desde 1997, no Instituto Nacional Juan Domingo Perón de Estudos e Investigações Históricas, Sociais e Políticas.
É patrimônio público nacional e a partir de 1999 foi declarado Lugar Histórico.